# Mexikói bőgőmajom
A mexikói bőgőmajom (Alouatta pigra) az emlősök (Mammalia) osztályának a főemlősök (Primates) rendjéhez, ezen belül a pókmajomfélék (Atelidae) családjához tartozó faj.

## Előfordulása
Mexikóban, Belize-ben és Guatemalában honos.

## Megjelenése
A mexikói bőgőmajomnak fekete szőrzete van, a fiatal állatoknak világosabb. A hím átlagosan 11,4 kg, a nőstény  6,43 kg.

## Veszélyeztetettsége
Az IUCN a veszélyeztetett fajok közé sorolja a mexikói bőgőmajmot.